# Уилсон, Хизер
Хизер Энн Уилсон (англ. Heather Ann Wilson; род. 30 декабря 1960) — американский политик.

## Биография
Окончила Академию Военно-Воздушных сил США (1982), защитила в Оксфордском университете диссертацию «Международное право и применение силы национально-освободительными движениями» (англ. International Law and the Use of Force by National Liberation Movements), удостоенную Премии Поля Рёйтера (1988). В 1989—1991 гг. директор отдела оборонительной политики и контроля за вооружениями в Европе Совета национальной безопасности США. В 1991 году, уйдя с государственной службы, основала компанию Keystone International по развитию делового партнёрства между США и Россией.
В 1998 году избрана в Палату представителей США от 1-го округа штата Нью-Мексико, переизбрана в 2000, 2004 и 2006 годах. В 2008 году отказалась от переизбрания на пятый срок и заявила об участии в сенатских выборах за место уходящего на пенсию сенатора Пита Доменичи, однако проиграла республиканские праймериз конгрессмену Стиву Пирсу, представлявшему 2-й округ.
23 января 2017 года президент США Дональд Трамп заявил о намерении выдвинуть Уилсон на пост министра военно-воздушных сил. 8 мая Сенат США утвердил её в должности 76 голосами против 22. Приведена к присяге в качестве министра (секретаря) ВВС 16 мая 2017 года. В марте 2019 года стало известно о том, что она покинет занимаемый пост 31 мая 2019 года, чтобы возглавить Техасский университет в Эль-Пасо.